# Малые Гималаи
Ма́лые Гимала́и (также Ни́зкие Гимала́и) — система отдельных горных массивов и хребтов в средней части Гималаев. 

## Характеристики
Малые Гималаи расположены между Большими Гималаями на севере и Сиваликом на юге. В тектоническом плане они находятся на северной границе Индийского субконтинента. Горная цепь простирается с северо-запада на юго-восток примерно на 2500 километров. На востоке ширина варьируется от 10 до 20 километров, в то время как на западе достигает 100 километров. Средняя высота — 3700—4500 метров. Высочайшая точка — горная цепь Пир-Панджал (6632 метра).
Система проходит через спорную область Кашмир (включая регион Гилгит-Балтистан, подконтрольный Пакистану, и союзную территорию Джамму и Кашмир, управляемую Индией), индийские штаты Химачал-Прадеш, Уттаракханд и Сикким, государства Непал и Бутан. Она включает в себя части Западных, Кумаонских, Непальских и Ассамских Гималаев. Горы расчленяются узкими крутостенными долинами. В немалом количестве хребтов сохранились следы древнего оледенения.
Малые Гималаи сложены кристаллическими, метаморфическими и осадочными горными породами палеозоя и мезозоя (главным образом сланцами, известняками, кварцитами). Снеговая линия на западе проходит на высоте 5 тысяч метров, на востоке — на 4,5 тысячи метров. На северном склоне цепи Пир-Панджал расположились небольшие ледники. Система характеризуются густой речной сетью, представленной в основном притоками Ганга. Летом на реках наблюдается половодье, вызванное муссонными дождями и таянием горных снегов. 
До высоты 3,5 тысячи метров склоны гор покрывают леса, причём на западе это муссонные, жестколистные вечнозелёные и хвойные, а на востоке — вечнозелёные влажные тропические, сменяемые с возрастанием высоты вечнозелёными дубовыми, хвойно-широколиственными и хвойными. На больших высотах встречаются можжевелово-рододендроновые заросли, субальпийские и альпийские луга. До высоты 2,5 тысячи метров организованы плантации цитрусовых и чая.